# Sarcotheca glomerula
Sarcotheca glomerula är en harsyreväxtart som beskrevs av Jan Frederik Veldkamp. Sarcotheca glomerula ingår i släktet Sarcotheca och familjen harsyreväxter. Inga underarter finns listade i Catalogue of Life.